# Ben Dörr
Ben Dörr (Butzbach, 25 januari 2005) is een Duits autocoureur. Zijn vader Rainer en broer Phil zijn eveneens autocoureurs.

## Carrière
Dörr begon zijn autosportcarrière in het karting in 2014, waar hij tot 2021 actief bleef. Hij won een aantal kampioenschappen, waaronder de Mini-klasse van de Duitse Rotax Max Challenge in 2016 en de Junior-klasse van hetzelfde kampioenschap in 2017 en 2018. In 2018 werd hij tevens derde in de OK Junior-klasse van het nationaal kampioenschap en ging hij ook in Europese kampioenschappen karten.
In 2021 maakte Dörr de overstap naar de GT-racerij en nam hij deel aan de ADAC GT4 Germany voor het familieteam Dörr Motorsport, waar hij een McLaren 570S GT4 met Nico Hantke deelde. Hij behaalde een podiumfinish op de Hockenheimring Baden-Württemberg en werd met 96 punten zevende in de eindstand. In 2022 bleef hij actief in de klasse, maar stapte zijn team over naar een Aston Martin Vantage AMR GT4 en kreeg hij een nieuwe teamgenoot in Romain Leroux. Hij eindigde vijf keer op het podium; tweemaal op het Circuit Zandvoort en eenmaal op zowel de Motorsport Arena Oschersleben, de Red Bull Ring en de Sachsenring. Met 154 punten werd hij tweede in het eindklassement. In 2023 reed hij enkel in de eerste drie raceweekenden van de ADAC GT4 Germany, waar Théo Nouet zijn teamgenoot was. Hij behaalde een podiumfinish op de Nürburgring. Tevens nam hij deel aan de Nürburgring Langstrecken-Serie, waarin hij tweemaal op het podium eindigde.
In 2024 stapt Dörr over naar de DTM, waarin hij in een McLaren 720S GT3 Evo opnieuw voor Dörr Motorsport uitkomt.